# Annica Frithiof
Annica Pia Frithiof, född Göransson 31 januari 1955 i Burlövs församling, Malmöhus län, är en svensk kurator. 
Frithiof är socionom med vidareutbildning i sexologi och psykoterapi samt i forskningsmetodik. Hon är sedan 1980 verksam som kurator på en ungdomsmottagning i Malmö. Hon är känd för sin medverkan som skribent i avdelningen ”Kropp & Knopp” i barn- och ungdomstidningen Kamratposten, där hon har svarat på läsarfrågor sedan 1990. Hon skrev även i Arbetet 1986–2000 och i månadstidningen Må Bra sedan 1994. Hon har också medverkat i flera böcker om barn- och ungdomsfrågor och hållit föreläsningar.